# جان دوست
جان دوست  (بالألمانية: Jan Dost) (12 مارس 1965 -) كاتب كردي سوري يحمل الجنسية الألمانية.

## حياته
ولد في مدينة عين العرب (كوباني) التابعة لمحافظة حلب سنة 1965، ودرس فيها المراحل الابتدائية والإعدادية والثانوية. التحق بجامعة حلب لدراسة العلوم الطبيعية في كلية العلوم بين عامي 1985 و1989.
أول أعماله الأدبية هو كتاب “شعر وشعراء: قصائد مترجمة من الشعر الكردي القديم والمعاصر” صدر عام 1991، ثم تتابعت الكتب، والدراسات، والترجمات، والروايات. إلى جانب الانشغال بالكتابة الأدبية والبحث، عمل مدرسًا لمادة العلوم الطبيعية لعدة سنوات في مدارس عين العرب حتى عام 2000 بعدها هاجر إلى أوروبا واستقر في ألمانيا كلاجئ سياسي دون أن يعود إلى بلاده مرة أخرى. يعمل منذ سنوات في ألمانيا في مجال الترجمة لدى دائرة الهجرة وفي معسكرات اللجوء.

## أعماله
- «شعر وشعراء» ، 1991.
- «قلعة دمدم» (شعر)، 1991.
- «مم وزين» (ترجمة)، 1995.
- «عادات الأكراد وتقاليدهم» ، 2010.
- «ميرنامه» . رواية 2011.[1]
- «الحديقة الناصرية» ، 2012.
- «رماد النجوم» . قصص مترجمة 2014.
- «مهاباد». رواية 2014.
- «دم على المئذنة». رواية 2014.
- «عشيق المترجم». رواية 2014.
- «مارتين السعيد». رواية 2015.
- «نواقيس روما» . رواية 2016.
- «ثلاث خطوات إلى المشنقة» . رواية 2017.
- «كوباني». رواية 2018.
- «باص أخضر يغادر حلب». رواية 2019.
- «ممر آمن». رواية 2019.
- «مخطوط بطرسبورغ». رواية 2020.
- «الكوردي سيبس- سيرة خبات» . رواية 2020.
- «حكايات من بلاد الكُرد» 2021.
- «إنهم ينتظرون الفجر» . رواية 2022.
- «اللاهي-فردوس الكاتب العجوز» . رواية 2022.
- «الأسير الفرنسي» . رواية 2023.

## جوائز وأنشطة

### الجوائز
- جائزة القصة الكردية القصيرة بسوريا لعام 1993.
- جائزة الشعر الكردي بألمانيا لعام 2012.
- جائزة دمشق في الفكر والإبداع لعام 2013.
- جائزة حسين عارف بالسليمانية عام 2014.
- جائزة مهرجان مم وزين الثقافي. أربيل 2021.
- جائزة شرفنامه. من المركز الثقافي الكردي في فيينا 2021.
- جائزة بيت الغشام ودار عرب للترجمة (الجائزة من نصيب المترجمة مارلين بوث عن ترجمة رواية ممر آمن إلى الإنكليزية). مسقط. عُمان 2024.[3]

### المشاركات والأنشطة
- شارك في معرض إسطنبول الدولي 2012.
- شارك في مؤتمر تمكين المترجمين بأبوظبي عام 2013.
- شارك في مؤتمر الهوية والتواصل الثقافي بأبوظبي عام 2014.
- شارك في معرض القاهرة الدولي، ومعرض تونس الدولي عام 2015.
- شارك في معرض أربيل الدولي لعام 2017.